# トミスラフ・マリッチ
トミスラヴ・マリッチ（Tomislav Marić、1973年1月28日 - ）は、ドイツ出身の元サッカー選手、指導者。元クロアチア代表。現役時代のポジションはフォワード。

## 来歴
出身地はドイツだが、両親ともクロアチア人でクロアチア国籍も持つ。弟のマリオもクロアチア代表経験を持つサッカー選手。シュトゥットガルト・キッカーズ（当時2部）に所属していた1999-00シーズンには21得点を挙げて2部リーグ得点王に輝いた。更にこのシーズンのDFBポカールにて、キッカーズはボルシア・ドルトムント、SCフライブルク等、ブンデスリーガに所属する格上のクラブを次々に破り、準決勝まで進出する。マリッチは準々決勝フライブルク戦での決勝点を含む4得点の活躍で、この快進撃に大きく貢献した。翌2000-01シーズンにはブンデスリーガのVfLヴォルフスブルクへ移籍。2002年にはクロアチア代表に選出され、同年5月8日のハンガリー戦で代表デビューを飾った。
2005年、退団したエメルソンの代役としてロブソン・ポンテと共に浦和レッドダイヤモンズへ入団した。2004年にも、浦和レッズのテストを受けたが不合格、早急に代役が必要なため、2004年にテストを受けたこともあるマリッチに白羽の矢が立った。Jリーグ初ゴールは、2005年8月27日の名古屋グランパスエイト戦（瑞穂）。第85回天皇杯では準決勝の大宮アルディージャ戦、決勝の清水エスパルス戦での決勝ゴールなど5試合連続6得点の活躍で、浦和の25年ぶりの天皇杯優勝に貢献。その活躍の様子はクロアチアでも報道された。
2006年1月2日に浦和との契約が満了し退団。わずか半年の在籍であったが、13試合8ゴール、また天皇杯のタイトルをもたらした立役者であり、サポーターからも愛された。天皇杯決勝でのセレモニー終了後、国立競技場に残った多数のサポーターによるカーテンコールに見送られ、涙を見せた。翌日1月2日には早朝にもかかわらず数百名のサポーターが帰国前のマリッチを一目見ようと練習場に駆けつけ、別れを惜しんだ。
その後、2005-06年シーズン当時レギオナルリーガ（3部相当）のTSG1899ホッフェンハイムに移籍。2部昇格に貢献した。またW杯ドイツ大会期間中、浦和はドイツ遠征を行ったが、その際にホッフェンハイムとの親善試合が行われた。
2007年夏、チームの2部昇格を区切りとし、ホッフェンハイムのコーチに就任。指導者への道を選んだ。2010年4月にはサッカードイツ協会のS級ライセンスを取得。同年7月30日、ホッフェンハイムとの契約を終えた。
2015年1月、スロバキア1部リーグのドゥナイスカー・ストレダの監督に就任した。

## 個人成績
以下の成績はキッカー紙、ビルト紙(transfermarkt)、Jリーグ の出場記録による。
| 国内大会個人成績 | 国内大会個人成績     | 国内大会個人成績 | 国内大会個人成績 | 国内大会個人成績 | 国内大会個人成績 | 国内大会個人成績 | 国内大会個人成績 | 国内大会個人成績 | 国内大会個人成績 | 国内大会個人成績 | 国内大会個人成績 |
| 年度             | クラブ               | 背番号           | リーグ           | リーグ戦         | リーグ戦         | リーグ杯         | リーグ杯         | オープン杯       | オープン杯       | 期間通算         | 期間通算         |
| 年度             | クラブ               | 背番号           | リーグ           | 出場             | 得点             | 出場             | 得点             | 出場             | 得点             | 出場             | 得点             |
| ドイツ           | ドイツ               | ドイツ           | ドイツ           | リーグ戦         | リーグ戦         | リーグ杯         | リーグ杯         | DFBポカール      | DFBポカール      | 期間通算         | 期間通算         |
| ---------------- | -------------------- | ---------------- | ---------------- | ---------------- | ---------------- | ---------------- | ---------------- | ---------------- | ---------------- | ---------------- | ---------------- |
| 1994-95          | カールスルーエ       |                  | 1部              | 4                | 0                | -                | -                | 0                | 0                | 4                | 0                |
| 1995-96          | ヴァッテンシャイト   |                  | 2部              | 6                | 2                | -                | -                | 0                | 0                | 6                | 2                |
| 1996-97          | シュトゥットガルトKS | 14               | 2部              | 2                | 0                | -                | -                | 0                | 0                | 2                | 0                |
| 1997-98          | シュトゥットガルトKS | 14               | 2部              | 33               | 7                | -                | -                | 2                | 1                | 35               | 8                |
| 1998-99          | シュトゥットガルトKS | 14               | 2部              | 26               | 8                | -                | -                | 0                | 0                | 26               | 8                |
| 1999-00          | シュトゥットガルトKS | 14               | 2部              | 33               | 21               | -                | -                | 6                | 4                | 39               | 25               |
| 2000-01          | ヴォルフスブルク     | 11               | 1部              | 30               | 6                | -                | -                | 3                | 0                | 33               | 6                |
| 2001-02          | ヴォルフスブルク     | 11               | 1部              | 17               | 12               | -                | -                | 3                | 1                | 20               | 13               |
| 2002-03          | ヴォルフスブルク     | 11               | 1部              | 27               | 12               | -                | -                | 2                | 0                | 29               | 12               |
| 2003-04          | ボルシアMG           | 30               | 1部              | 7                | 1                | -                | -                | 2                | 1                | 9                | 2                |
| 2004-05          | ヴォルフスブルク     | 11               | 1部              | 11               | 1                | -                | -                | 0                | 0                | 11               | 1                |
| 日本             | 日本                 | 日本             | 日本             | リーグ戦         | リーグ戦         | リーグ杯         | リーグ杯         | 天皇杯           | 天皇杯           | 期間通算         | 期間通算         |
| 2005             | 浦和                 | 18               | J1               | 13               | 8                | 3                | 0                | 5                | 6                | 21               | 14               |
| ドイツ           | ドイツ               | ドイツ           | ドイツ           | リーグ戦         | リーグ戦         | リーグ杯         | リーグ杯         | DFBポカール      | DFBポカール      | 期間通算         | 期間通算         |
| 2005-06          | ホッフェンハイム     | 9                | 3部              | 15               | 9                | -                | -                | 0                | 0                | 15               | 9                |
| 2006-07          | ホッフェンハイム     | 9                | 3部              | 32               | 8                | -                | -                | 0                | 0                | 32               | 8                |
| 2007-08          | ホッフェンハイム     | 9                | 2部              | 0                | 0                | -                | -                | 0                | 0                | 0                | 0                |
| 通算             | ドイツ               | ドイツ           | ドイツ           | 243              | 87               | -                | -                | 18               | 7                | 261              | 94               |
| 通算             | 日本                 | 日本             | 日本             | 13               | 8                | 3                | 0                | 5                | 6                | 21               | 14               |
| 総通算           | 総通算               | 総通算           | 総通算           | 256              | 95               | 3                | 0                | 23               | 13               | 282              | 108              |

## 代表歴

### 試合数
- 国際Aマッチ 9試合 2得点（2002年-2003年）[12]

| クロアチア代表 | 国際Aマッチ | 国際Aマッチ |
| 年             | 出場        | 得点        |
| -------------- | ----------- | ----------- |
| 2002           | 4           | 1           |
| 2003           | 5           | 1           |
| 通算           | 9           | 2           |

## タイトル

### 選手時代
浦和レッドダイヤモンズ
- 天皇杯全日本サッカー選手権大会:1回（2005-06）

個人
- 2. ブンデスリーガ得点王：1回（1999-2000）